# Detlef Detlefsen

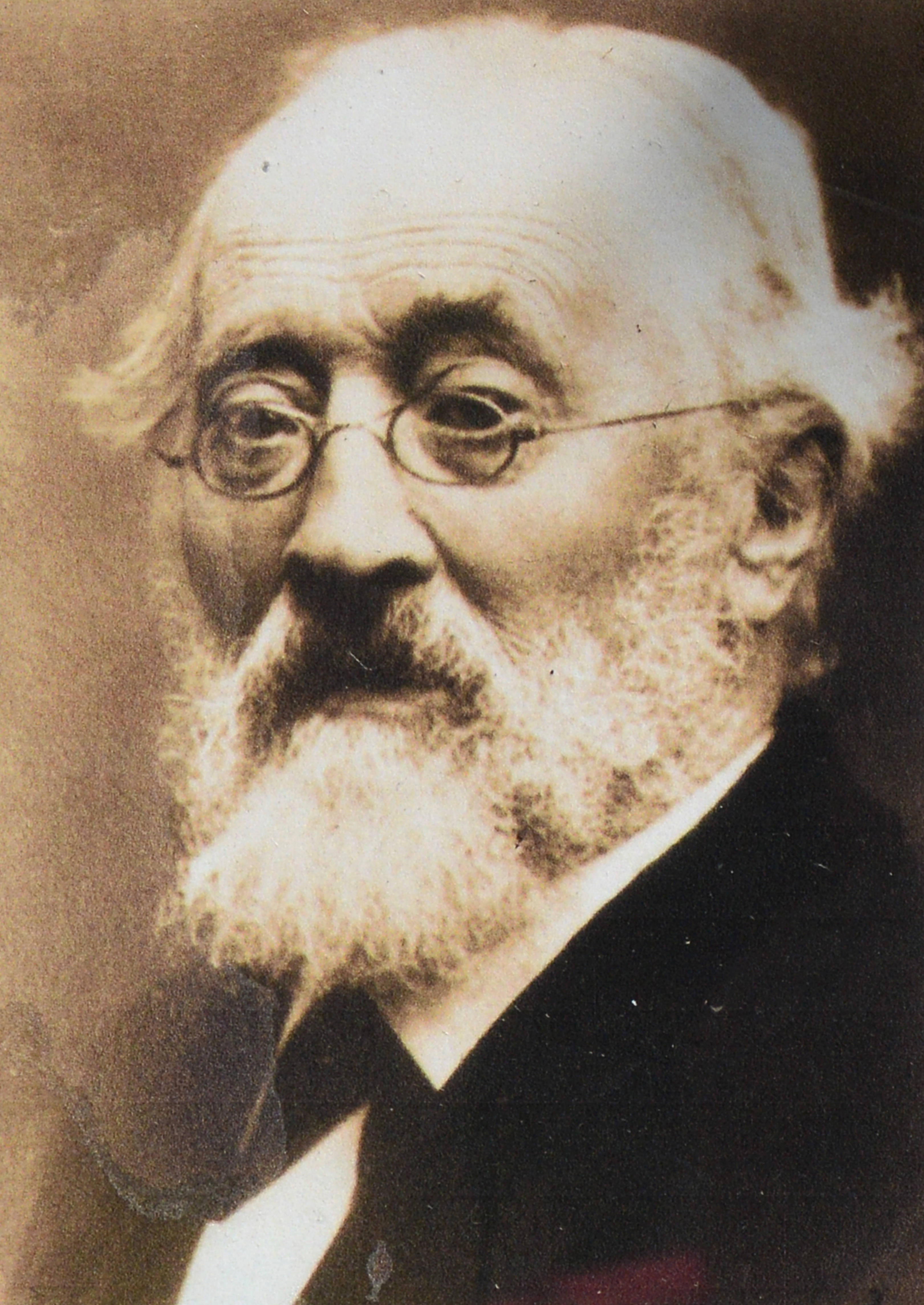
Detlef Detlefsen um 1905

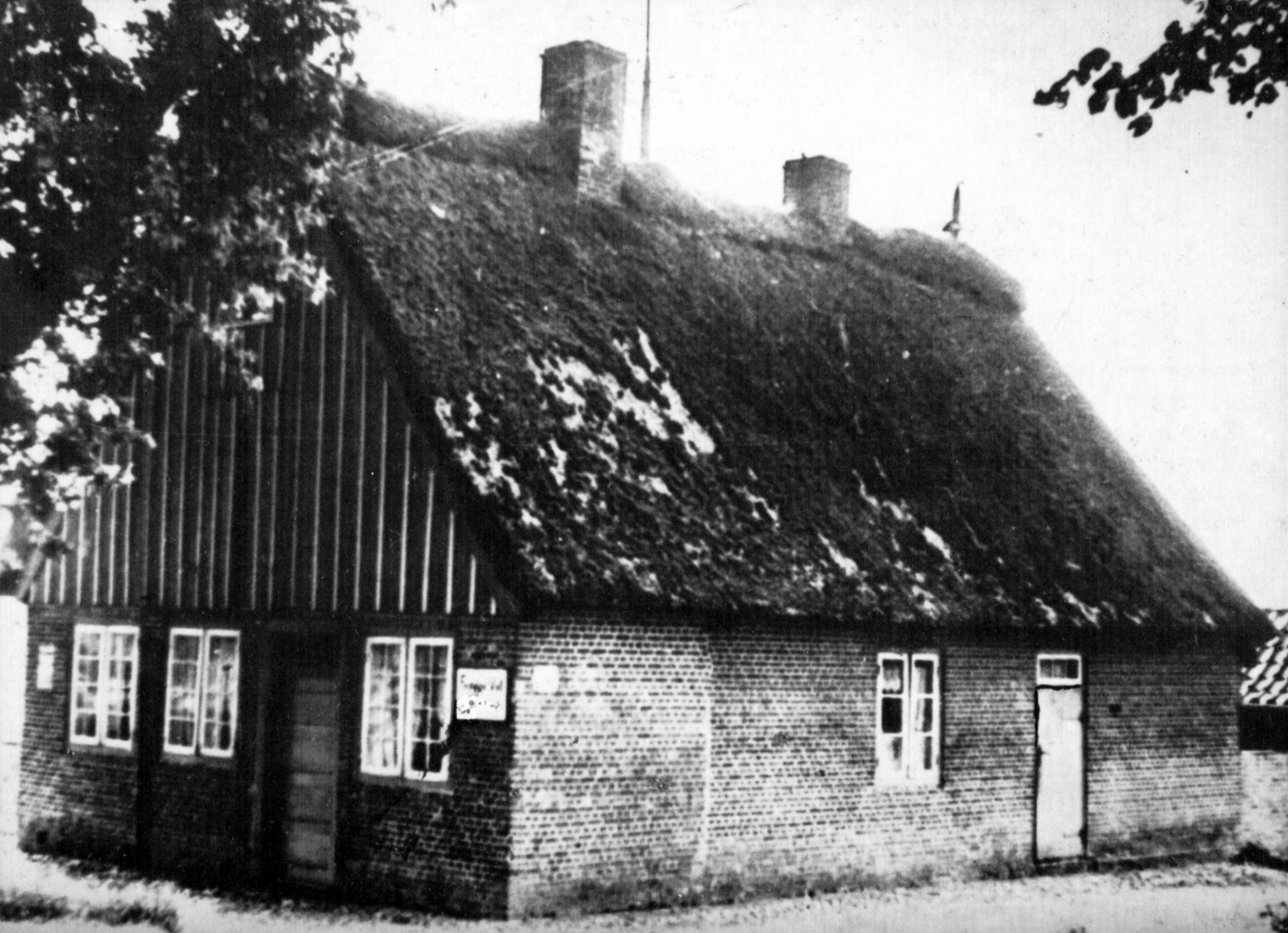
Das ehemalige Schulhaus in Neuendeich, Geburtsort von Detlef Detlefsen (1833–1911)

Sönnich Detlef Friedrich Detlefsen (* 25. September 1833 in Neuendeich; † 21. Juli 1911 in Glückstadt), oft als Detlef Detlefsen auftretend, war ein deutscher Gymnasiallehrer und Heimatforscher.

## Leben
Er wurde als Sohn des gleichnamigen Dorfschullehrers in der „Alten Schule“ in Neuendeich geboren und besuchte von 1842 bis 1850 die Gelehrtenschule in Glückstadt. Nach bestandener Reifeprüfung studierte er Klassische Philologie und Theologie an den Universitäten Kiel, Bonn, Berlin und dann wieder Kiel, wo er am 24. April 1855 promovierte. Im Anschluss daran ging Detlefsen als Hauslehrer nach Wien, später für einige Jahre nach Italien und dann nach Paris. Im Sommer 1863 kehrte Detlefsen zurück nach Deutschland und war zunächst Hilfslehrer an einem Kieler Gymnasium und ab 1864 an einem Flensburger Gymnasium. Zum 1. Oktober 1865 wechselte er als Lehrer an die Gelehrtenschule in Glückstadt, deren Direktor er vom 17. Februar 1879 bis zu seinem Ausscheiden am 1. Oktober 1904 war. Im selben Jahr erfolgte die Ernennung zum Geheimrat.
In Glückstadt widmete Detlefsen sich intensiv der Geschichte und der Kultur seiner Heimat, der Holsteinischen Elbmarschen. Durch seine Arbeiten wurde die landesgeschichtliche Forschung im Bereich der Elbmarschen zwischen Wedel und Brunsbüttel entscheidend gefördert.
Auf Detlefsens Betreiben geht die Sammlung des Detlefsen-Museums in Glückstadt zurück. Nach ihm wurde auch die Glückstädter Gelehrtenschule benannt: von 1933 bis 2004 „Bildungsstätte Detlefsenschule“, seit 2004 „Detlefsengymnasium“.
Auch die Detlefsen-Gesellschaft Glückstadt wurde nach ihm benannt. Sie ist ein Verein zur Erforschung der Geschichte der Elbmarschen (Kremper- und Wilstermarsch); ihr Ziel ist es, die Kenntnis der Regionalgeschichte zu erweitern und zu vertiefen. Der Gründungsaufruf der Gesellschaft von 1921 nimmt auf Detlefsen Bezug, wenn es in ihm heißt, man wolle im Geiste des Mannes arbeiten, „der ein Kenner unserer Heimat und ein Künder ihrer Eigenart und Schönheit war“.

## Veröffentlichungen (Auszug)
Siehe auch das im Nachruf von Reimer Hansen aufgeführte Schriftenverzeichnis (unten unter Literatur).
- C. Plinii Secundi Naturalis historia. I–VI (in 3 Bänden), Berlin 1866–1882 (Bd. 1; Bd. 2; Bd. 3).
- Geschichte der holsteinischen Elbmarschen, 2 Bde., Glückstadt 1891 und 1892 (Bd. 1, Bd. 2).
- Philologisch-antiquarische Bemerkungen zur alten Geographie Schleswig-Holsteins. In: Zeitschrift der Gesellschaft für Schleswig-Holsteinische Geschichte, Bd. 15 (1885), S. 323–333.
- Die Rittergeschlechter der holsteinischen Elbmarschen, insbesondere der Wilstermarsch. In: Zeitschrift der Gesellschaft für Schleswig-Holsteinische Geschichte, Bd. 27 (1897), S. 171–190.
- Geschichte des Kirchspiels Neuenkirchen an der Stör. In: Zeitschrift der Gesellschaft für Schleswig-Holsteinische Geschichte. Bd. 28 (1898), S. 341–401 (Digitalisat).
- Ein Beitrag zur Geschichte des Bettels. In: Zeitschrift der Gesellschaft für Schleswig-Holsteinische Geschichte. Bd. 31 (1901), S. 115–136 (Digitalisat).
- Geschichte des Kirchspiels Herzhorn, zugleich ein Beitrag zur Kenntnis des „hollischen“ Rechtes.  In: Zeitschrift der Gesellschaft für Schleswig-Holsteinische Geschichte. Bd. 33 (1903), S. 1–112 (Digitalisat).
- Die Entdeckung des germanischen Nordens im Altertum, Berlin 1904.
- Das „Friesische Recht“ zu Elmshorn. In: Zeitschrift der Gesellschaft für Schleswig-Holsteinische Geschichte. Bd. 35 (1905), S. 37–55 (Digitalisat).
- Die städtische Entwicklung Glückstadts unter Christian IV. In: Zeitschrift der Gesellschaft für Schleswig-Holsteinische Geschichte, Bd. 36 (1906), S. 191–256 (Digitalisat).
- Die Anfänge Itzehoes. In: Zeitschrift der Gesellschaft für Schleswig-Holsteinische Geschichte, Bd. 40 (1910), S. 325–339 (Digitalisat).
- Die ältesten Nachrichten über den deutschen Norden. In: Die Heimat. Monatsschrift des Vereins zur Pflege der Natur- und Landeskunde in Schleswig-Holstein, Hamburg und Lübeck. Bd. 17 (1907), Heft 1, Januar 1907, S. 1–8 (Digitalisat).